# Туттуль
Туттуль — тепе на березі Євфрату на сході Сирії. Значне давнє місто процвітало з другої половини 3 тисячоліття до нашої ери до 17 століття до н. е., коли перебував у залежності від Марі.